# Уруми (фильм)
Уруми (малаял. ഉറുമി, Urumi) — индийский исторический фильм с элементами фэнтези 2011 года режиссёра Сантоша Сивана (Santosh Sivan) с Притхвираджем в главной роли.
Действие фильма происходит в начале XVI века, в эпоху доминирования португальцев в Индийском океане, и повествует о том, как маленький мальчик клянётся отомстить Васко да Гама за смерть своего отца, и, став взрослым, идёт к своей цели, одновременно мечтая изгнать завоевателей с родных земель. Фильм рассказывает о том, что для своих стран такие, как Васко да Гама, были героями, поскольку обеспечивали своим народам славу и величие, но не для тех, за счёт кого это делалось.

## Сюжет
Действие фильма начинается в наши дни, когда к молодому человеку по имени Кришнадас (Притхвирадж) обращаются агенты из компании Nirvana Group с предложением за приличные деньги купить принадлежащую ему землю, богатую минералами. Однако он даже не был в курсе, что, оказывается, владеет огромной территорией в Керале, поскольку его дедушкой она была отдана в пользование некоммерческой организации.
Кришнадас с другом Тансиром (Прабху Дева) отправляется посмотреть на наследственную собственность, и всё, что они успевают узнать, это то, что на территории с девственными лесами построена школа, после чего их похищают люди из некоего племени. Глава племени Тангачан (Арья) рассказывает Кришнадасу, что он является наследником Чираккала Келу Наянара. После чего фильм переносит зрителя в XVI век, где Васко да Гама захватывает индийский корабль и обращает всю команду в рабов.
Правитель княжества Чираккал — Чираккал Котувал — отправляет посла вместе со своим сыном Келу на переговоры к Васко. Но Васко не настроен на мирные переговоры, он издевается над послом, отрезает у него уши, пришивая собачьи, после чего запирает пленных с целью сжечь вместе с кораблём. Чираккал Котувал спешит на помощь к сыну и своим людям, но погибает. В живых остаётся лишь маленький Келу.
Грязного и голодного его находит мальчик-тамил Ваввали и ведёт его к себе домой, где его принимают как родного.
Келу из золота, которое отдала ему умирающая пленная женщина, делает меч-уруми, взяв который, он клянётся убить Васко да Гаму.

## В ролях
- Притхвирадж — Келу / Кришнадас
- Прабху Дева — Ваввали / Тансир
- Арья — Котувал Чираккал / Тангачан
- Женелия де Соуза — Аеша Аракал
- Нитья Менон — Бала Чираккал / Дэйзи да Кунха
- Видья Балан — Маком / Учитель Бхуми
- Алекс О’Нелл (Alexx O’Nell) — Эставио да Гама / Представитель компании Nirvana
- Робин Пратт (Robin Pratt) — Васко да Гама
- Амоле Гупте (Amole Gupte) — Король Чираккала
- Анкур Кханна (Ankur Khanna) — Бхану Викраман Чираккал
- Джагати Шрикумар (Jagathy Sreekumar) — Ченичери Куруп / Министр
- Табу — роль-камео

## О фильме
По словам сценариста фильма Шанкара Рамакришнана, который годами собирал материал для написания этой истории, название фильма не просто относится к мечу-уруми главного героя Келу, это «чувство возмездия, которое мы носим в наших сердцах», поскольку Васко да Гама был не только путешественником-первооткрывателем: он открыл Индию западному миру, но для самой Индии он был завоевателем.
Притхвирадж совместно с режиссёром фильма Сантошем Сиваном в процессе работы над фильмом «Уруми» создал продюсерскую компанию August Cinema, и фильм стал дебютным для этой компании и Притхвираджа.
Бюджет фильма составил 20 крор рупий, что сделало «Уруми» самым дорогим фильмом за всю историю малаяламского кино после фильма («»).
«Уруми» оказался коммерчески успешным и был тепло принят как зрителями, так и критиками.

## Саундтрек
| №  | Название                            | Исполнители                 | Длительность |
| -- | ----------------------------------- | --------------------------- | ------------ |
| 1. | «Aaranne Aarane»                    | Job Kurian, Rita            | 4:19         |
| 2. | «Aaro Nee Aaro»                     | K. J. Yesudas, Swetha Mohan | 6:20         |
| 3. | «Chimmi Chimmi»                     | Manjari Babu                | 2:44         |
| 4. | «Appaa»                             | Reshmi Sathish              | 3:19         |
| 5. | «Vadakku Vadakku -Friendship Remix» | Guru Kiran, Shaan Rahman    | 2:52         |
| 6. | «Thelu Thele»                       | KR Renji                    | 3:51         |
| 7. | «Vadakku Vadakku»                   | Prithviraj                  | 3:27         |
| 8. | «Chalanam Chalanam»                 | Reshmi Sathish              | 3:47         |
| 9. | «Theme Music»                       | Mili (Humming)              | 3:05         |

## Награды
Kerala State Film Award
- Лучшая музыка к фильма — Дипак Дэв (Deepak Dev)
- Лучший звукорежиссёр — М. Р. Раджакришнан (M. R. Rajakrishnan)

Международный кинофестиваль Imagine India (Мадрид, Испания)
- Лучший фильм — «Уруми»
- Лучший режиссёр — Сантош Сиван

Nana Film Awards
- Лучший актёр второго плана — Джагати Шрикумар (Jagathy Sreekumar)
- Лучший оператор — Сантош Сиван
- Лучший звукорежиссёр — Дипак Дэв
- Лучшие тексты песен — Рафик Ахаммед (Rafeeq Ahammed)
- Лучшее женское исполнение песни — Манджари Бабу (Manjari Babu)
- Лучший визажист (грим) — Ранджит Амбади (Ranjith Ambady)
- Лучший актёр — Притхвирадж

Reporter Film Awards
- Лучший оператор — Сантош Сиван
- Лучший арт-директор — Сунил Бабу (Sunil Babu)
- Лучшее звуковое сопровождение — Дипак Дэв
- Лучшая звукозапись — Раджакришнан (M. R. Rajakrishnan) и Ананд Бабу (Anand Babu)

## Англоязычная версия фильма
Оригинальный фильм вышел помимо малаялам дублированным на телугу и тамили. Однако планируется ещё релиз фильма на английском языке. Это будет не тот же самый фильм: его сделают короче на 55 минут, фильм будет называться не «Уруми», а «Васко да Гама», и по словам режиссёра фильма Сантоша Сивана от оригинального фильма останется лишь 30 %. Он также отметил, что жестокая сторона личности Васко да Гама в фильме будет сохранена.